# MRPS17
MRPS17‏ (Mitochondrial ribosomal protein S17) هوَ بروتين يُشَفر بواسطة جين MRPS17 في الإنسان.